# 신파첸 끄루아이통
신파첸 끄루아이통(태국어: สินธุ์เพชร กรวยทอง, 1995년 8월 22일~)은 태국의 역도 선수이다. 2016년 하계 올림픽 남자 밴텀급 종목에서 동메달을 획득했으며 아시아 선수권 대회에서 은메달 1개, 동메달 1개를 획득했다. 